# Seznam chráněných území v okrese Banská Bystrica
Toto je seznam chráněných území v okrese Banská Bystrica aktuální k roku 2017, ve kterém jsou uvedena chráněná území v oblasti okresu Banská Bystrica.
| Kód  | Obrázek            | Typ | Název                   | Rozloha (ha) | Galerie Commons                                   | Popis území | Souřadnice                       |
| ---- | ------------------ | --- | ----------------------- | ------------ | ------------------------------------------------- | ----------- | -------------------------------- |
| 205  | Popis obrazku      | NPR | Badínský prales         | 30,0300      | Kategorie „Badínsky prales“ na Wikimedia Commons  |             | 48°41′26″ s. š., 19°3′2″ v. d.   |
| 1135 |                    | PR  | Barania hlava           | 13,4050      |                                                   |             |                                  |
| 826  |                    | PR  | Baranovo                | 15,8300      |                                                   |             |                                  |
| 209  |                    | PP  | Bátovský balvan         | 0,0300       |                                                   |             |                                  |
| 1137 |                    | CHA | Brvnište                | 74,7700      |                                                   |             |                                  |
| 828  |                    | PR  | Čačínska cerina         | 2,5600       |                                                   |             |                                  |
| 1070 |                    | CHA | Dekretov porast         | 6,2200       |                                                   |             |                                  |
| 1220 |                    | PP  | Dekrétova jaskyňa       | x            |                                                   |             |                                  |
| 254  | Harmanecká jeskyně | NPP | Harmanecká jeskyně      | x            | Kategorie „Harmanecká Cave“ na Wikimedia Commons  |             | 48°48′50″ s. š., 19°2′24″ v. d.  |
| 255  |                    | NPR | Harmanecká tisina       | 20,0400      |                                                   |             |                                  |
| 1046 |                    | PR  | Harmanecký Hlboký jarok | 50,3300      |                                                   |             |                                  |
| 766  |                    | PP  | Horná Roveň             | 1,5100       |                                                   |             |                                  |
| 1083 |                    | CHA | Hrochotská Bukovina     | 0,2396       |                                                   |             |                                  |
| 1058 |                    | CHA | Jakub                   | 12,7043      |                                                   |             |                                  |
| 279  | Jánošíkova skala   | PP  | Jánošíkova skala        | 1,6800       | Kategorie „Jánošíkova skala“ na Wikimedia Commons |             | 48°39′43″ s. š., 19°23′27″ v. d. |
| 1219 |                    | PP  | Jelenecká jaskyňa       | x            |                                                   |             |                                  |
| 291  |                    | PR  | Jelšovec                | 5,5600       |                                                   |             |                                  |
| 1153 |                    | CHA | Kopec                   | 3,7640       |                                                   |             |                                  |
| 319  |                    | PR  | Kozlinec                | 9,2700       |                                                   |             |                                  |
| 874  |                    | PP  | Králická tiesňava       | 20,8900      |                                                   |             |                                  |
| 1018 |                    | CHA | Krásno                  | 127,9100     |                                                   |             |                                  |
| 1040 |                    | PP  | Kremenie                | 3,7800       |                                                   |             |                                  |
| 335  |                    | NPR | Ľubietovský Vepor       | 236,8793     |                                                   |             |                                  |
| 336  |                    | PP  | Ľupčiansky skalný hríb  | 2,1300       |                                                   |             |                                  |
| 338  |                    | PR  | Mackov bok              | 3,7500       |                                                   |             |                                  |
| 838  |                    | PR  | Mačková                 | 42,2300      |                                                   |             |                                  |
| 785  | Majerova_skála     | PP  | Majerova skala          | 8,8415       | Kategorie „Majerova skala“ na Wikimedia Commons   |             | 48°52′43″ s. š., 19°6′26″ v. d.  |
| 343  |                    | CHA | Malachovské skalky      | 3,5923       |                                                   |             |                                  |
| 355  | Popis obrazku      | NPP | Mičinské travertíny     | 3,8320       |                                                   |             | 48°40′6″ s. š., 19°13′55″ v. d.  |
| 364  |                    | PP  | Moštenické travertíny   | 1,7100       |                                                   |             |                                  |
| 1146 |                    | PP  | Netopieria jaskyňa      | x            |                                                   |             |                                  |
| 1045 |                    | PR  | Pavelcovo               | 28,6500      |                                                   |             |                                  |
| 376  |                    | PR  | Periská                 | 0,4609       |                                                   |             |                                  |
| 378  |                    | NPR | Plavno                  | 28,0800      |                                                   |             |                                  |
| 1048 |                    | CHA | Podlavické výmole       | 26,7700      |                                                   |             |                                  |
| 385  |                    | NPR | Ponická dúbrava         | 13,3400      |                                                   |             |                                  |
| 1172 |                    | PP  | Ponická jaskyňa         | x            |                                                   |             |                                  |
| 768  |                    | PP  | Potok Zolná             | 1,9200       |                                                   |             |                                  |
| 844  |                    | PR  | Pri Bútľavke            | 21,5000      |                                                   |             |                                  |
| 389  |                    | NPR | Príboj                  | 10,9600      |                                                   |             |                                  |
| 1039 |                    | PR  | Stará kopa              | 4,5300       |                                                   |             |                                  |
| 1110 |                    | NPR | Svrčinník               | 222,4900     |                                                   |             |                                  |
| 1065 | Štrosy             | PR  | Štrosy                  | 94,7900      | Kategorie „Štrosy“ na Wikimedia Commons           |             | 48°51′4″ s. š., 19°14′44″ v. d.  |
| 1053 |                    | PR  | Šupín                   | 11,8900      |                                                   |             |                                  |
| 767  |                    | PP  | Tajovská kopa           | 0,2719       |                                                   |             |                                  |
| 461  |                    | PR  | Uňadovo                 | 3,5800       |                                                   |             |                                  |
| 1026 |                    | PR  | Urpínska lesostep       | 5,0200       |                                                   |             |                                  |
| 473  |                    | PP  | Veporské skalky         | 5,2200       |                                                   |             |                                  |